# Order Kultury
Order Kultury (jap. 文化勲章 Bunka-kunshō) – wysokie odznaczenie cywilne Japonii.
W precedencji japońskich orderów zajmuje piąte miejsce.
Order Kultury został ustanowiony 11 lutego 1937 roku przez cesarza Shōwa i jest przyznawany osobom, które wniosły znaczący wkład w rozwój nauki, sztuki, kultury lub literatury japońskiej. Ceremonia wręczenia tego odznaczenia odbywa się co roku, w dniu 3 listopada (Dzień Kultury). Dekoracji dokonuje cesarz.